# Nedenes Amts Landbotidende
Nedenes Amts Landbotidende fue un periódico noruego, publicado en Arendal, en la provincia de Aust-Agder. Nedenes Amts Landbotidende se creó en 1879 y desapareció en 1903.